# Нижурин, Филипп Трофимович
Филипп Трофимович Нижурин (1913—1945) — старший сержант Рабоче-крестьянской Красной Армии, участник Великой Отечественной войны, Герой Советского Союза (1945).

## Биография
Родился 27 июля 1913 года в селе Ефремовка Акмолинского уезда (ныне — Акмолинская область Казахстана).
До призыва в армию работал бухгалтером. В июне 1941 года призван на службу в Рабоче-крестьянскую Красную Армию Кустанайским ГВК. С того же года — на фронтах Великой Отечественной войны.
К январю 1945 года гвардии старший сержант Филипп Нижурин командовал конным взводом 302-й отдельной разведроты 214-й стрелковой дивизии 52-й армии 1-го Украинского фронта. Отличился во время боёв в Силезии. 25 января 1945 года взвод Нижурина первым вышел к Одеру в районе посёлка Ланге (ныне Łęg к юго-востоку от Вроцлава) и провёл разведку переправ, после чего переправился на западный берег, захватил плацдарм и удержал его до переправы основных сил.
3 марта 1945 года Нижурин погиб в бою. Был похоронен в деревне Оттендорф (ныне Ocice в 9 километрах к юго-западу от города Болеславец, Польша). По данным на 1993 год был перезахоронен на кладбище города Жагань из города Новогруд-Бобжаньски.
Указом Президиума Верховного Совета СССР от 10 апреля 1945 года гвардии старший сержант Филипп Нижурин посмертно был удостоен высокого звания Героя Советского Союза. Также посмертно был награждён орденом Ленина.
Жена — Нижурина Агриппина Ивановна, на период войны проживала в селе Славянка Пахта-Аральского района Западно-Казахстанской области.